# Mănăilești, Vâlcea
Mănăilești este un sat în comuna Frâncești din județul Vâlcea, Oltenia, România. Se află pe valea raului Bistrita. A fost atestat in anul 1536 de boierul Preda Brancoveanu, unchiul voievodului Constantin Brancoveanu. Prima atestare documentara are loc in anul 1565. In anul 1684 este construit schitul Inaltarea Domnului de catre Pahomie Monahul , iar in anul 1801 , Dionisie Eclesiarhul ii adauga bisericii turla si pridvor. Astazi, monumentul istoric este Biserica de Mir. Apoi, in anul 1776 este construita o biserica din lemn pe malul vestic al raului Bistrita. In prezent, satul are o populatie de peste 1000 de locuitori.